# Atlético de Bilbao 1959-1960
Questa voce raccoglie le informazioni riguardanti l'Atlético de Bilbao nelle competizioni ufficiali della stagione 1959-60.

## Stagione
Come da politica societaria la squadra è composta interamente da giocatori nati in una delle sette province di Euskal Herria o cresciuti calcisticamente nel vivaio di società basche. In primera División la squadra basca giunge terza alle spalle della coppia Real Madrid-Barcellona. Discreto il cammino anche nella Coppa del Generalissimo: al primo turno Atlético elimina il Deportivo La Coruña (sconfitta all'andata per 3-2 e vittoria al ritorno per 5-0), agli ottavi l'Ourense per 2-1 allo spareggio (doppio 3-1 tra andata e ritorno), ai quarti il Barcellona (sconfitta all'andata 3-1 e vittoria al ritorno 3-0), mentre in semifinale viene eliminato dal Real Madrid (vittoria all'andata per 3-0 e sconfitta al ritorno per 8-1).

## Rosa
| N. |                   | Ruolo | Calciatore            |
| -- | ----------------- | ----- | --------------------- |
|    | Spagna (bandiera) | P     | Juan Antonio López    |
|    | Spagna (bandiera) | P     | Carmelo               |
|    | Spagna (bandiera) | D     | Jesús Renteria        |
|    | Spagna (bandiera) | D     | Jesús Garay           |
|    | Spagna (bandiera) | D     | Manuel González Etura |
|    | Spagna (bandiera) | D     | Ángel Sertucha        |
|    | Spagna (bandiera) | D     | José María Orúe       |
|    | Spagna (bandiera) | D     | Canito                |
|    | Spagna (bandiera) | D     | Víctor Manuel Urquijo |
|    | Spagna (bandiera) | C     | Pedro María Iturriaga |
|    | Spagna (bandiera) | C     | José María Maguregi   |

| N. |                   | Ruolo | Calciatore            |
| -- | ----------------- | ----- | --------------------- |
|    | Spagna (bandiera) | C     | Melchor Germán Barrio |
|    | Spagna (bandiera) | C     | Koldo Aguirre         |
|    | Spagna (bandiera) | C     | Salvador Etxabe       |
|    | Spagna (bandiera) | C     | José María Torre      |
|    | Spagna (bandiera) | A     | José Luis Artetxe     |
|    | Spagna (bandiera) | A     | Ignacio Uribe         |
|    | Spagna (bandiera) | A     | Gonzalo Díaz Beitia   |
|    | Spagna (bandiera) | A     | Félix Markaida        |
|    | Spagna (bandiera) | A     | Armando Merodio       |
|    | Spagna (bandiera) | A     | Mauri                 |
|    | Spagna (bandiera) | A     | Eneko Arieta          |

## Statistiche

### Statistiche dei giocatori
| Giocatore      | Primera División | Primera División | Coppa del Generalissimo | Coppa del Generalissimo | Totale   | Totale |
| Giocatore      | Presenze         | Reti             | Presenze                | Reti                    | Presenze | Reti   |
| -------------- | ---------------- | ---------------- | ----------------------- | ----------------------- | -------- | ------ |
| E. Arieta (I)  | 22               | 19               | 2                       | 1                       | 24       | 20     |
| J.L. Artetxe   | 25               | 6                | 9                       | 4                       | 34       | 10     |
| M.G. Barrio    | 3                | 1                | 0                       | 0                       | 3        | 1      |
| G.D. Beitia    | 26               | 6                | 1                       | 0                       | 27       | 6      |
| Carmelo        | 21               | -0               | 9                       | -0                      | 30       | -0     |
| Canito         | 25               | 1                | 7                       | 0                       | 32       | 1      |
| M. Etura       | 22               | 1                | 8                       | 1                       | 30       | 2      |
| S. Etxabe      | 3                | 1                | 3                       | 0                       | 6        | 1      |
| J. Garay       | 29               | 0                | 9                       | 1                       | 38       | 1      |
| P.M. Iturriaga | 0                | 0                | 1                       | 0                       | 1        | 0      |
| Koldo Aguirre  | 12               | 0                | 8                       | 2                       | 20       | 2      |
| J.A. López     | 9                | -0               | 0                       | -0                      | 9        | -0     |
| J.M. Maguregi  | 26               | 6                | 7                       | 0                       | 33       | 6      |
| F. Markaida    | 24               | 16               | 9                       | 5                       | 33       | 21     |
| Mauri          | 28               | 9                | 7                       | 5                       | 35       | 14     |
| A. Merodio     | 0                | 0                | 4                       | 0                       | 4        | 0      |
| J. Renteria    | 11               | 0                | 4                       | 0                       | 15       | 0      |
| A. Sertucha    | 1                | 0                | 0                       | 0                       | 1        | 0      |
| J.M. Torre     | 1                | 1                | 0                       | 0                       | 1        | 1      |
| J.M. Orué      | 24               | 0                | 5                       | 0                       | 29       | 0      |
| I. Uribe       | 16               | 4                | 7                       | 2                       | 23       | 6      |
| V.M. Urquijo   | 3                | 2                | 1                       | 0                       | 4        | 2      |